# Planet-mu
Planet Mu is het platenlabel voor elektronische muziek van Mike Paradinas.
In maart 2007 verhuisde het vanuit Worcester naar Londen en later opnieuw naar Broadstairs in Kent. Het label was aanvankelijk een dochteronderneming van Virgin Records, tot het zich in 1998 afsplitste en onafhankelijk verderging.

## Artiesten
- µ-Ziq
- Ambulance
- Anti-G
- Benga
- Bit_Meddler
- Bizzy B
- Bong-Ra
- Boxcutter
- Breakage
- Burial
- Capitol K
- Ceephax
- Chevron
- Darqwan
- Datach'i
- dDamage
- Decal
- Distance
- DJ Hekla
- Dolphin
- Doormouse
- Duran Duran Duran
- Dykehouse
- Ed Lawes
- Edit
- Eero Johannes
- Eight Frozen Modules
- Electric Company
- Electronic Music Composer
- Equinox
- FaltyDL
- Few Nolder
- FFF
- Frog Pocket
- Frost Jockey
- Guilty Connector
- Hatcha
- Hawerchuk
- Hellfish
- Horse Opera
- Hrvatski
- iTAL tEK
- Jake Slazenger
- Jamie Vexd
- Jansky Noise
- Jega
- Jo Apps
- John B
- Joseph Nothing
- Julian Fane
- Kettel
- Kid Spatula
- Kyler
- Last Step
- Leafcutter John
- Lexaunculpt
- Local
- Luke Vibert
- Mary Anne Hobbs
- Meat Beat Manifesto
- Milanese
- Mileece
- Mrs Jynx
- Nautilis
- Neil Landstrumm
- Nicole Elmer
- Parso
- Phthalocyanine
- Pinch
- Ra
- [Remano Eszildn
- Remarc
- Rude Ass Tinker
- Rudi Zygadlo
- Shitmat
- Sileni
- Slag Boom Van Loon
- Solar Bears
- Soundmurderer
- Speedranch
- Starkey
- Subjex
- Sum One
- Sunken Foal
- Syntheme
- The DJ Producer
- The Doubtful Guest
- The Gasman
- The Kilimanjaro Darkjazz Ensemble
- The Teknoist
- Terror Danjah
- im Exile
- Tim Tetlow
- Tom Burbank
- Transformer Di Roboter
- Tusken Raiders
- Uniform
- Urban Myth & Steve Beresford
- Various Production
- Venetian Snares
- Vex'd
- Virus Syndicate
- Weaver001